# Nuoto ai campionati mondiali di nuoto 2024 - Staffetta 4x100 metri misti femminile
La gara della staffetta 4x100 metri misti femminile dei campionati mondiali di nuoto 2024 si è svolta il 18 febbraio 2024 presso l'Aspire Dome di Doha.

## Podio
| Pos.    | Nazione   | Atleta                                                                                     |
| ------- | --------- | ------------------------------------------------------------------------------------------ |
| Oro     | Australia | Iona Anderson Abbey Harkin Brianna Throssell Shayna Jack Jaclyn Barclay Alexandria Perkins |
| Argento | Svezia    | Louise Hansson Sophie Hansson Sarah Sjöström Michelle Coleman Hanna Rosvall                |
| Bronzo  | Canada    | Ingrid Wilm Sophie Angus Rebecca Smith Taylor Ruck Sydney Pickrem Katerine Savard          |

## Record
Prima della manifestazione il record del mondo (RM) e il record dei campionati (RC) erano i seguenti.
|  | 3'50"40 | Stati Uniti | 28 luglio 2019 Gwangju |
|  | 3'50"40 | Stati Uniti | 28 luglio 2019 Gwangju |

Durante la competizione non sono stati migliorati record.

## Programma
| Data             | Ora (UTC+3) | Turno    |
| ---------------- | ----------- | -------- |
| 18 febbraio 2024 | 10:25       | Batterie |
| 18 febbraio 2024 | 20:55       | Finale   |

## Risultati

### Batterie
| Pos. | Batteria | Corsia | Nazione       | Atleta | Tempo        | Note |
| ---- | -------- | ------ | ------------- | --- | ------------ | ---- |
| 1    | 3        | 5      | Canada        | Ingrid Wilm (59"77) Sydney Pickrem (1'06"14) Rebecca Smith (57"81) Katerine Savard (54"91)                       | 3'58"63      | Q    |
| 2    | 3        | 3      | Svezia        | Hanna Rosvall (1'01"23) Sophie Hansson (1'07"23) Louise Hansson (56"84) Michelle Coleman (54"05)                 | 3'59"35      | Q    |
| 3    | 2        | 4      | Australia     | Jaclyn Barclay (1'00"27) Abbey Harkin (1'08"15) Alexandria Perkins (57"21) Brianna Throssell (54"46)             | 4'00"09      | Q    |
| 4    | 2        | 3      | Paesi Bassi   | Kira Toussaint (1'00"82) Tes Schouten (1'08"36) Maaike de Waard (58"03) Kim Busch (54"88)                        | 4'02"09      | Q    |
| 5    | 2        | 5      | Cina          | Sun Mingxia (1'02"13) Yang Chang (1'06"50) Yu Yiting (57"84) Ai Yanhan (55"75)                                   | 4'02"22      | Q    |
| 6    | 3        | 7      | Hong Kong     | Stephanie Au (1'00"98) Siobhán Haughey (1'07"05) Natalie Kan (59"29) Camille Cheng (55"02)                       | 4'02"34      | Q    |
| 7    | 3        | 2      | Italia        | Francesca Pasquino (1'01"37) Arianna Castiglioni (1'06"75) Costanza Cocconcelli (58"35) Chiara Tarantino (56"15) | 4'02"62      | Q    |
| 8    | 2        | 6      | Polonia       | Adela Piskorska (1'01"16) Dominika Sztandera (1'07"76) Paulina Peda (58"42) Kornelia Fiedkiewicz (55"29)         | 4'02"63      | Q    |
| 9    | 3        | 8      | Singapore     | Levenia Sim (1'02"58) Letitia Sim (1'06"41) Quah Jing Wen (58"89) Quah Ting Wen (55"00)                          | 4'02"88      |      |
| 10   | 3        | 1      | Sudafrica     | Milla Drakopoulos (1'02"48) Lara van Niekerk (1'07"50) Erin Gallagher (57"99) Emma Chelius (55"57)               | 4'03"54      |      |
| 11   | 2        | 2      | Spagna        | Carmen Weiler (1'01"31) Jimena Ruiz (1'08"67) Paula Juste (59"09) María Daza (54"94)                             | 4'04"01      |      |
| 11   | 2        | 7      | Grecia        | Theodōra Drakou (1'01"47) Eleni Kontogeorgou (1'09"01) Anna Ntountounaki (57"79) Maria Thaleia Drasidou (55"74)  | 4'04"01      |      |
| 13   | 1        | 4      | Ungheria      | Lora Komoróczy (1'01"83) Eszter Békési (1'09"43) Panna Ugrai (58"93) Petra Senánszky (55"06)                     | 4'05"25      |      |
| 14   | 2        | 8      | Portogallo    | Camila Rebelo (1'01"13) Ana Rodrigues (1'08"89) Mariana Pacheco (59"00) Francisca Soares (56"24)                 | 4'05"26      |      |
| 15   | 1        | 3      | Slovenia      | Janja Šegel (1'02"02) Tara Vovk (1'10"49) Hana Sekuti (1'00"40) Neža Klančar (54"56)                             | 4'07"47      |      |
| 16   | 2        | 1      | Messico       | Tayde Sansores (1'03"13) Melissa Rodríguez (1'08"35) María José Mata Cocco (1'00"53) Tayde Revilak (56"29)       | 4'08"30      |      |
| 17   | 3        | 0      | Filippine     | Teia Salvino (1'03"76) Thanya Dela Cruz (1'10"13) Jasmine Alkhaldi (1'02"78) Kayla Sanchez (55"28)               | 4'11"95      |      |
| 18   | 2        | 0      | Kazakistan    | Xeniya Ignatova (1'02"04) Adelaida Pchelintseva (1'11"98) Sofia Spodarenko (1'00"32) Diana Taszhanova (59"58)    | 4'13"92      |      |
| 19   | 3        | 9      | Taipei cinese | Wu Yi-en (1'07"47) Lin Pei-wun (1'11"36) Applejean Gwinn (1'06"13) Huang Mei-chien (56"98)                       | 4'21"94      |      |
| DNS  | 1        | 5      | Slovacchia    | Non partite | Non partite  |      |
| DNS  | 2        | 9      | Lituania      | Non partite | Non partite  |      |
| DNS  | 3        | 4      | Stati Uniti   | Non partite | Non partite  |      |
| DSQ  | 3        | 6      | Corea del Sud | Song Jae-yun (1'02"11) Moon Su-a (1'10"21) Kim Seo-yeong (58"11) Hur Yeon-kyung                                  | Squalificate |      |

### Finale
| Pos. | Corsia | Nazione     | Atleta | Tempo   | Note |
| ---- | ------ | ----------- | --- | ------- | ---- |
|      | 3      | Australia   | Iona Anderson (59"20) Abbey Harkin (1'07"21) Brianna Throssell (56"86) Shayna Jack (52"71)                    | 3'55"98 |      |
|      | 5      | Svezia      | Louise Hansson (59"93) Sophie Hansson (1'06"18) Sarah Sjöström (56"11) Michelle Coleman (54"13)               | 3'56"35 |      |
|      | 4      | Canada      | Ingrid Wilm (58"95) Sophie Angus (1'06"24) Rebecca Smith (58"28) Taylor Ruck (52"96)                          | 3'56"43 |      |
| 4    | 2      | Cina        | Sun Mingxia (1'02"20) Tang Qianting (1'05"15) Yu Yiting (57"16) Ai Yanhan (54"65)                             | 3'59"16 |      |
| 5    | 6      | Paesi Bassi | Kira Toussaint (1'00"26) Tes Schouten (1'07"53) Maaike de Waard (58"16) Kim Busch (54"29)                     | 4'00"24 |      |
| 6    | 1      | Italia      | Francesca Pasquino (1'01"03) Benedetta Pilato (1'06"56) Costanza Cocconcelli (58"12) Chiara Tarantino (54"63) | 4'00"34 |      |
| 7    | 8      | Polonia     | Adela Piskorska (1'01"24) Dominika Sztandera (1'07"46) Paulina Peda (58"49) Kornelia Fiedkiewicz (54"54)      | 4'01"73 |      |
| 8    | 7      | Hong Kong   | Stephanie Au (1'01"29) Siobhán Haughey (1'06"82) Natalie Kan (59"95) Camille Cheng (55"09)                    | 4'03"15 |      |